# Comunità montana Medio Vastese
La comunità montana Medio Vastese (zona T) era stata istituita con la legge regionale n. 22 del 18 maggio 1976 della Regione Abruzzo, che ne ha anche approvato lo statuto. È stata soppressa dopo una riduzione delle comunità montane abruzzesi, che sono passate da 19 ad 11 nel 2008.

## Comuni
Comprendeva sedici comuni della provincia di Chieti, con sede a Gissi:
- Carpineto Sinello;
- Casalanguida;
- Cupello;
- Dogliola;
- Fresagrandinaria;
- Furci;
- Gissi;
- Guilmi;

- Lentella;
- Liscia;
- Monteodorisio;
- Palmoli;
- Roccaspinalveti;
- San Buono;
- Scerni;
- Tufillo.